# Papeles en el viento
Papeles en el viento (bra: Papéis ao Vento) é um filme de comédia dramática argentino de 2015. Dirigido por Juan Taratuto com Diego Peretti, Pablo Rago, Pablo Echarri e Diego Torres no elenco.
O filme é baseado na obra homônima do escritor Eduardo Sacheri, que participou do roteiro, juntamente com Taratuto. O lançamento ocorreu em 8 de janeiro de 2015, na Argentina.

## Elenco
- Pablo Echarri como Maurício
- Diego Peretti como Fernando
- Pablo Rago como El Ruso
- Diego Torres como El Mono

## Recepção

### Críticas
O filme recebeu críticas mistas por parte da crítica especializada. Fernando López do diário La Nación escreveu em sua resenha sobre o filme: "O filme prefere enfatizar o elo sentimental, o que nem sempre é sucedido. E o ponto positivo da história é a facilidade dos autores em criar alguns diálogos bem humorados".
Horacio Bilbao, escrevendo pelo diário Diario Clarín, disse: "No campo das emoções, resume em off side várias vezes, à beira do sentimentalismo, salvo apenas pelas atuações dos atores. (...) o sentimento final é puro sorriso emocional.